# 内勒拉勒波斯特
内勒拉勒波斯特（法語：Nesle-la-Reposte，法語發音：[nɛl la ʁəpɔst]）是法国马恩省的一个市镇，位于该省西南部，属于埃佩尔奈区。

## 地理
内勒拉勒波斯特（48°37'54"N, 3°33'19"E）面积10.64 平方千米，位于法国大東部大區马恩省，该省份为法国东北部内陆省份，北起阿登省，西北接埃纳省，西南接塞纳-马恩省，南至奥布省，东南接上马恩省，东临默兹省。
与内勒拉勒波斯特接壤的市镇（或旧市镇、城区）包括：大维勒诺克斯、伯通、布希圣热内斯、莱塞萨尔勒维孔特、拉福雷斯蒂耶尔、蒙热诺、卢昂-维勒格吕-方丹。

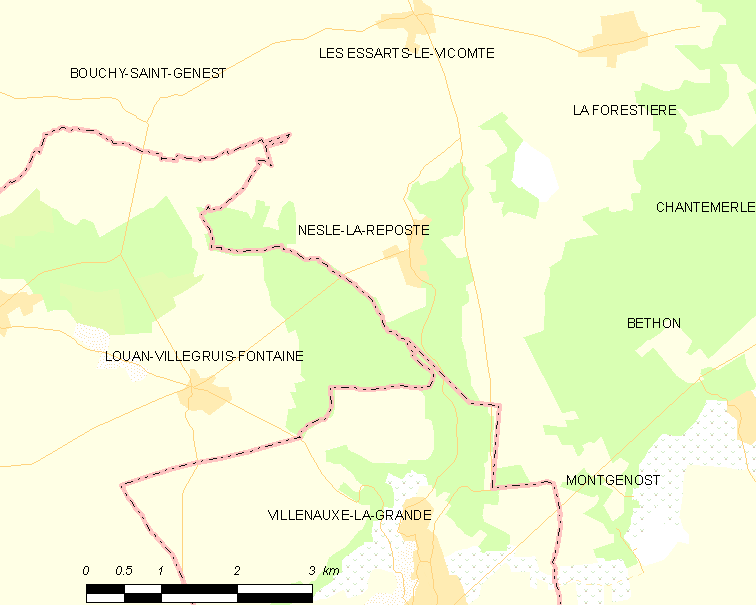
内勒拉勒波斯特的OSM定位图

内勒拉勒波斯特的时区为UTC+01:00、UTC+02:00（夏令时）。

## 行政
内勒拉勒波斯特的邮政编码为51120，INSEE市镇编码为51395。

## 政治
内勒拉勒波斯特所属的省级选区为塞扎讷-布里-香槟县。

## 人口

1962-2008年间内勒拉勒波斯特人口变化图示

内勒拉勒波斯特于2022年1月1日时的人口数量为91人。